# Респиги, Лоренцо
Лоренцо Респиги (итал. Lorenzo Respighi; 1824—1889) — итальянский астроном. Состоял с 1851 года профессором оптики и астрономии, а с 1854 года заведующим обсерваторией в Болонье. В 1865 году назначен директором Римской обсерватории. Его спектральные исследования звёзд и Солнца, а также наблюдения над мерцанием звёзд помещены в болонских мемуарах и римских «Atti dell’Academia dei Lincei». Одна из систем спектроскопов носит имя Респиги.

## Эпонимы
В его честь назван кратер на Луне и астероид (16930) Респиги.